# Closteromorpha rufifacta
Closteromorpha rufifacta là một loài bướm đêm trong họ Noctuidae.